# 決めたよHand in Hand/ダイスキだったらダイジョウブ!
- ラブライブ! > ラブライブ!サンシャイン!! > Aqours > 決めたよHand in Hand/ダイスキだったらダイジョウブ!

「決めたよHand in Hand／ダイスキだったらダイジョウブ！」（きめたよハンドインハンド／ダイスキだったらダイジョウブ！）は、Aqoursによるシングル。テレビアニメ『ラブライブ!サンシャイン!!』の挿入歌。2016年8月3日にLantisから発売された。

## 概要
前作「青空Jumping Heart」から2週間で発売となるシングル。テレビアニメ『ラブライブ！サンシャイン!!』挿入歌シングル第1弾、アニメ第1期シングル第2弾。高海千歌（伊波杏樹）、桜内梨子（逢田梨香子）、渡辺曜（斉藤朱夏）の3名が担当する。
表題曲「決めたよHand in Hand」は、テレビアニメ第1話の挿入歌。μ'sの「ススメ→トゥモロウ」と同じ位置づけとなっている曲で、2年生の制服によるダンスナンバーとなっている。
もう一つの表題曲「ダイスキだったらダイジョウブ！」は第3話の挿入歌。センターは高海千歌が担当。Aqoursのファーストライブで披露された楽曲で、千歌がμ'sの「ユメノトビラ」の歌詞をヒントに、アイドルに対する好きという気持ちを込めて作詞された。劇中では、停電によりサビの直前で演奏が中断してしまうというハプニングがあったが、ダイヤの影の尽力などもあって停電は回復し、なんとかライブを成功させた。なお、実際のライブで使用されるアニメPVでは停電部分はカットされている。
キャッチコピーは「──手に手をとって行こう！」。
CDには初回生産特典として「ジャケットイラストシール」が封入される。

## チャート成績
8月2日付のオリコンデイリーランキングでは9位とやや低めの出足となったものの、翌日の8月3日付では1.0万枚を売上げ2位に急上昇した。8月15日付のオリコン週間ランキングでは3.6万枚を売上げ5位にランクイン。アニメ週間チャートにおいては、デイリーランキングで大きくリードしていたGLAYの「[DEATHTOPIA]」をわずか400枚差で逆転し、3作連続となる1位を獲得した。
2016年8月度のオリコン月間ランキングでは11位にランクイン。アニメ月間チャートでは前作の2位を上回り、デビュー以来初の1位を獲得した。

## 収録曲
- 全作詞：畑亜貴

1. 決めたよHand in Hand [4:26]
  - 作曲・編曲：渡辺拓也
  - テレビアニメ『ラブライブ！サンシャイン!!』第1期第1話挿入歌
2. ダイスキだったらダイジョウブ！ [4:31]
  - 作曲・編曲：高田暁　
  - テレビアニメ『ラブライブ！サンシャイン!!』第1期第3話挿入歌
  - 第3話での披露時は停電で曲が途切れる設定だったが、本CD収録版や『ラブライブ! スクールアイドルフェスティバル』では曲が途切れることはない。
3. 決めたよHand in Hand（Off Vocal）
4. ダイスキだったらダイジョウブ！（Off Vocal）